# Concordio de Toledo
Concordio fue un religioso mozárabe, arzobispo de Toledo entre 758 
y 774 aproximadamente. Es uno de los primeros obispos durante el periodo musulmán. No se tienen muchos datos más allá de su nombre; en todo caso debía ser de buena familia, pero lo que es seguro es que, a diferencia de la mayoría de obispos del periodo, no era visigodo, lo que constituye una excepción dentro de los arzobispos toledanos, si bien es posible que a pesar de ser de tradición romana, pudo estar integrado en el grupo de los seguidores de los descendientes de Vitiza, en buena relación con los musulmanes. En un momento de confusión debido al derrumbamiento del estado visigodo, Concordio posiblemente fue uno de los prelados que tuvo que participar en reconstruir la iglesia y adoptar un nuevo estilo de vida de los cristianos bajo dominio islámico.